# کارلوتا والز لانیر
کارلوتا والز لانیر (انگلیسی: Carlotta Walls LaNier؛ زادهٔ ۱۸ دسامبر ۱۹۴۲) یک فعال حقوق مدنی و جوان‌ترین عضو لیتل راک ناین بود که یک گروه ۹ نفری از دانشجویان سیاه‌پوست آمریکایی بودند که برای نخستین بار توانستند به «دبیرستان لیتل راک سنترال» واقع در لیتل راک، آرکانزاس راه یابند. او نخستین دختر سیاه‌پوستی بود که از این دبیرستان فارغ‌التحصیل شد. در سال ۱۹۹۹ او و سایر اعضای آن گروه نه نفره «مدال زرین کنگره ایالات متحده آمریکا» را از بیل کلینتون دریافت داشتند. نام او در سال ۲۰۱۵ در «فهرست تالار ملی مشاهیر زن» قرار گرفت.